# 虹口救火会
虹口救火会(Hongkew Fire Station)，俗称沈家湾救火会，位于上海市虹口区吴淞路560号，即吴淞路与武进路的东北转角处。该建筑由上海公共租界工部局火政处于1867年初建，1915年改建为今日规模。救火会由三层砖木结构的专用房屋和高36米的瞭望台组成。租界时期，虹口救火会主要负责公共租界北区的大部分消防任务，是上海乃至中国设置的第二座现代消防站，现今该救火会为上海市消防救援总队虹口区消防救援支队虹口消防救援站营区。

## 历史

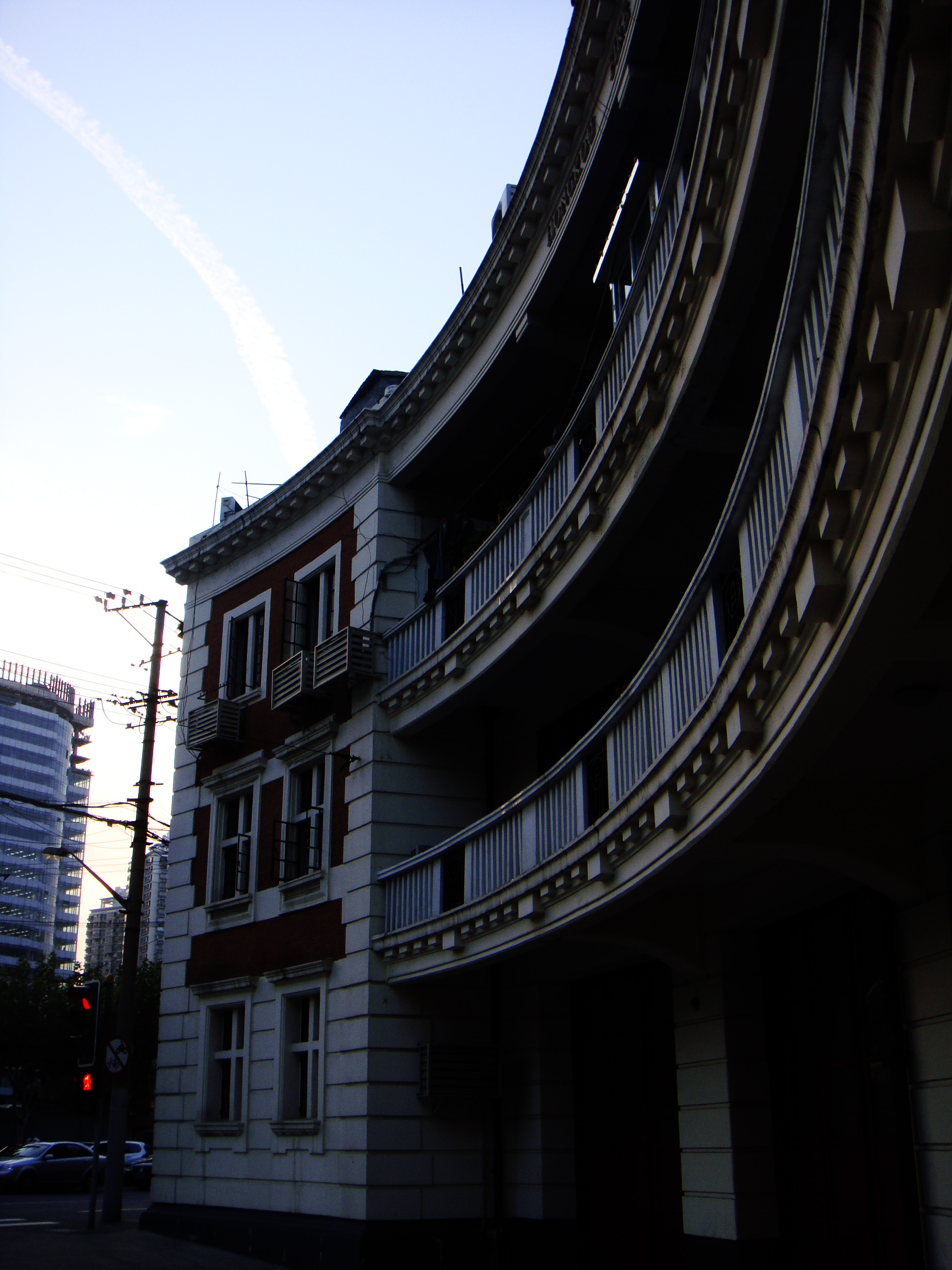
虹口救火会正面入口

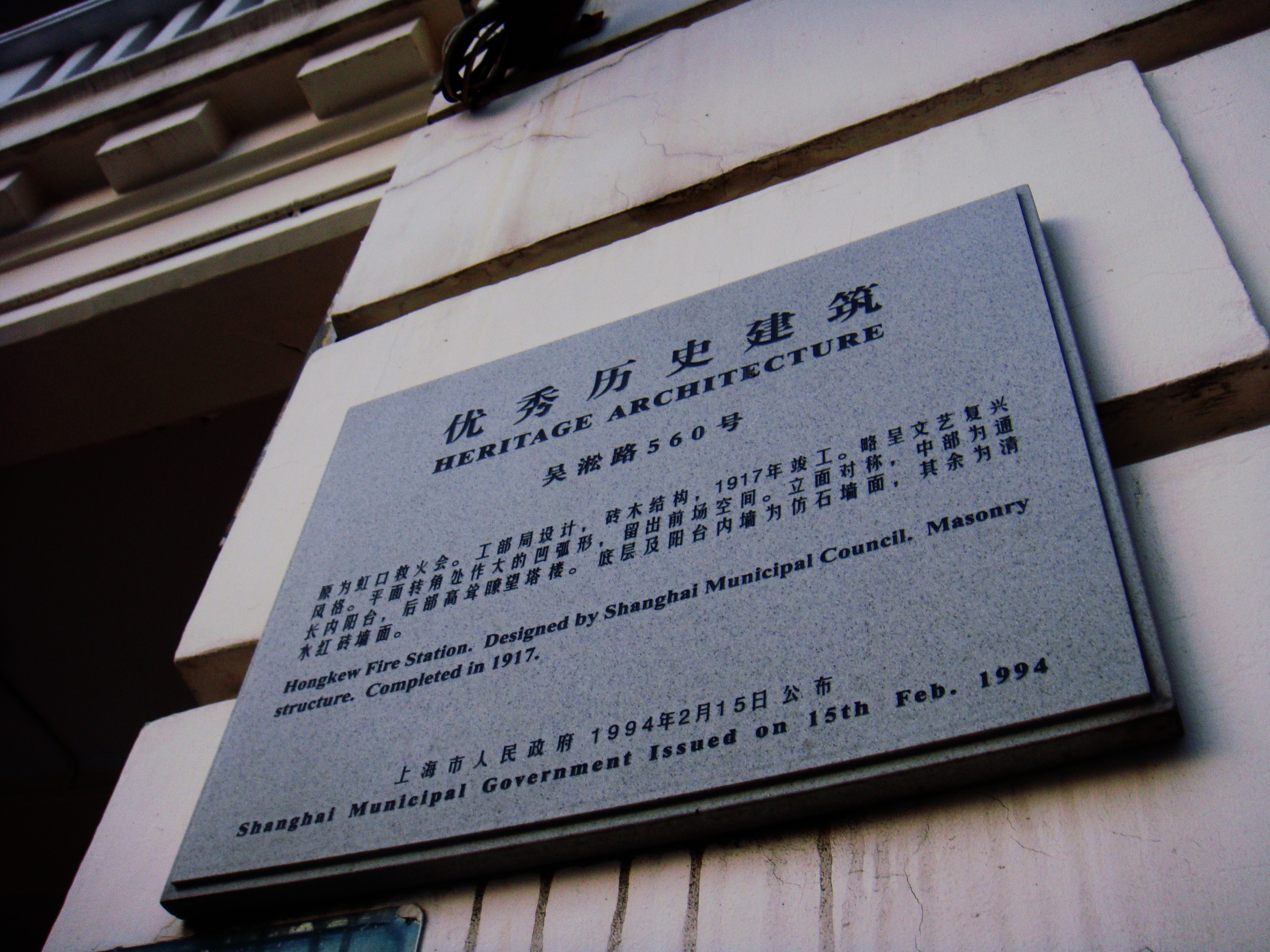
优秀历史建筑铭牌

上海开埠之初，虹口境内并没有官方的消防人员和机构。1866年，公共租界与法租界合办消防，遂成立工部局火政处负责具体执行。该年8月，上海第二救火车队即虹口救火车队成立，负责虹口租界内的消防安全。当时虹口救火车队设置于虹口沈家湾附近（即今址的南侧，现为上海市第一人民医院），所以又得名沈家湾救火会。那时参加救火车队的一般为外籍侨民，小部分为华籍市民。1868年，火政处设立火政区，虹口地区被列为第一火政区。1888年，虹口火政区在今址上设立一座消防瞭望塔，以便及时了解火情。而该塔也就成为中国首座消防瞭望塔。1915年，工部局再度斥资在瞭望塔前侧重建虹口救火会的房屋设施，并形成今日的大体外观，而原址则作为虹口救火站吴淞路救火分站。1918年，火政处在虹口救火会内设立一个铜匠作坊，后改称虹口救火会修理工厂，主要负责消防车和消防器材的保养，同时生产部分消防工具配件。直至1943年，虹口救火会一直为公共租界六大救火站之一。
1949年，虹口救火会改为虹口救火中队受上海市公安局管理。而其下属的修理工厂则改组为上海市公安局消防处工厂。1983年，中国人民武装警察部队成立后，改隶武警部队管理。1994年，虹口救火会营房入选第二批上海市优秀历史建筑。2007年7月，虹口救火会进行大修，修复后于市民开放日接受游客访问。

## 建筑

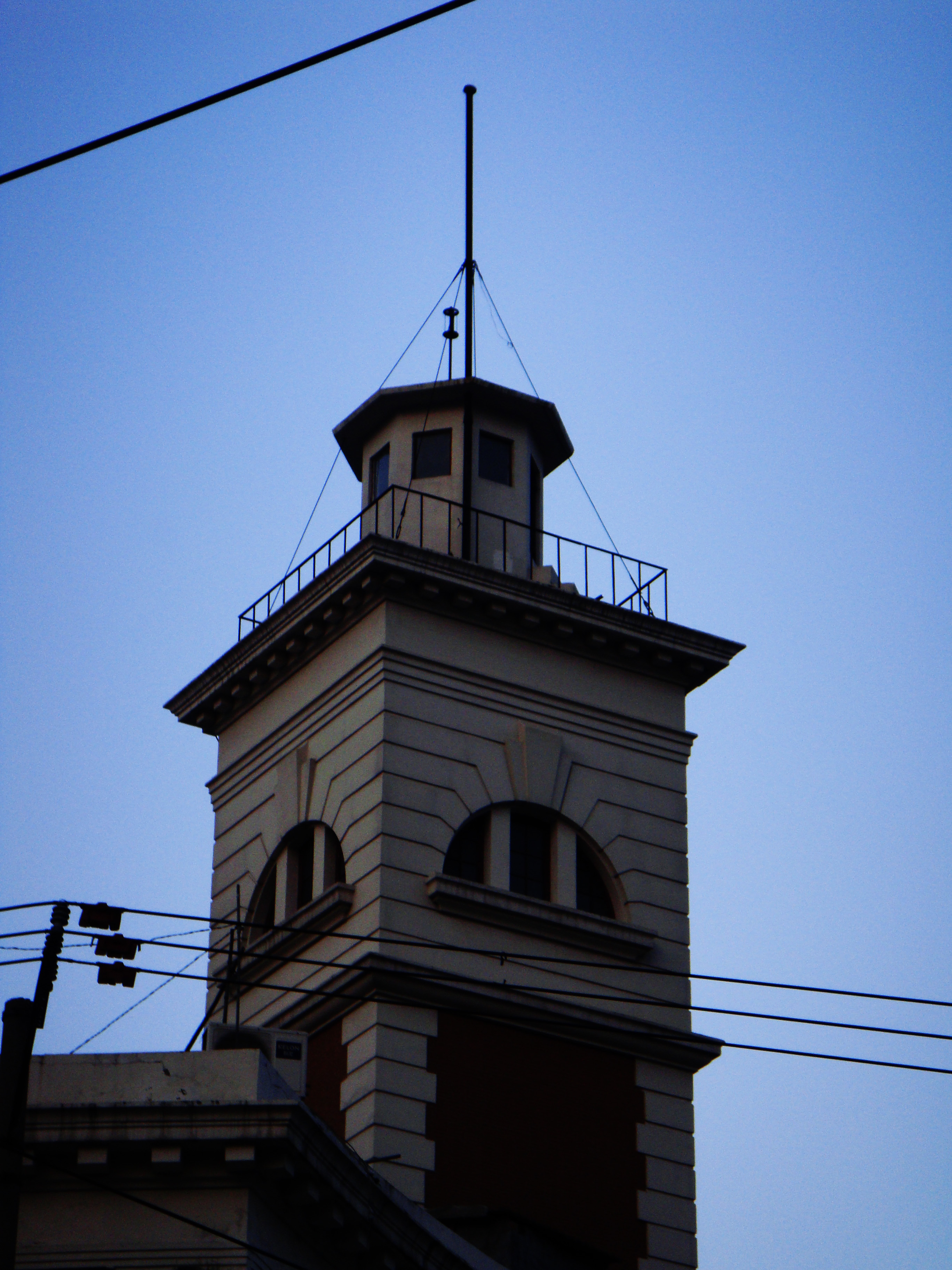
虹口救火会始建于1888年的塔楼，为中国首座消防瞭望塔

虹口救火会主建筑为砖木结构，由公共租界工部局负责设计建造，于1915年动工，两年后完工启用。建筑总体占地2660平方米，总建筑面积4400平方米。主立面以文艺复兴风格为主，呈弧形向内凹进，以便在路口转角留有空地，方便平时的机车维护和进出。建筑外墙底层和阳台用仿石形结构，其余部分外立面采用清水红砖贴面。救火会中间出入口设消防车进出的大门四座，门上二层至三层为连通的长阳台，长阳台内和两侧为消防官兵居住、办公用房。在建筑的最内侧则为1888年所见的消防瞭望塔，塔高36米，呈正方形，最顶部有六角形为瞭望人员使用。在大气透明度高的时候，瞭望半径可达五公里。营房的东北侧为消防人员平时训练的空地，内设有一座高五层的训练塔楼。

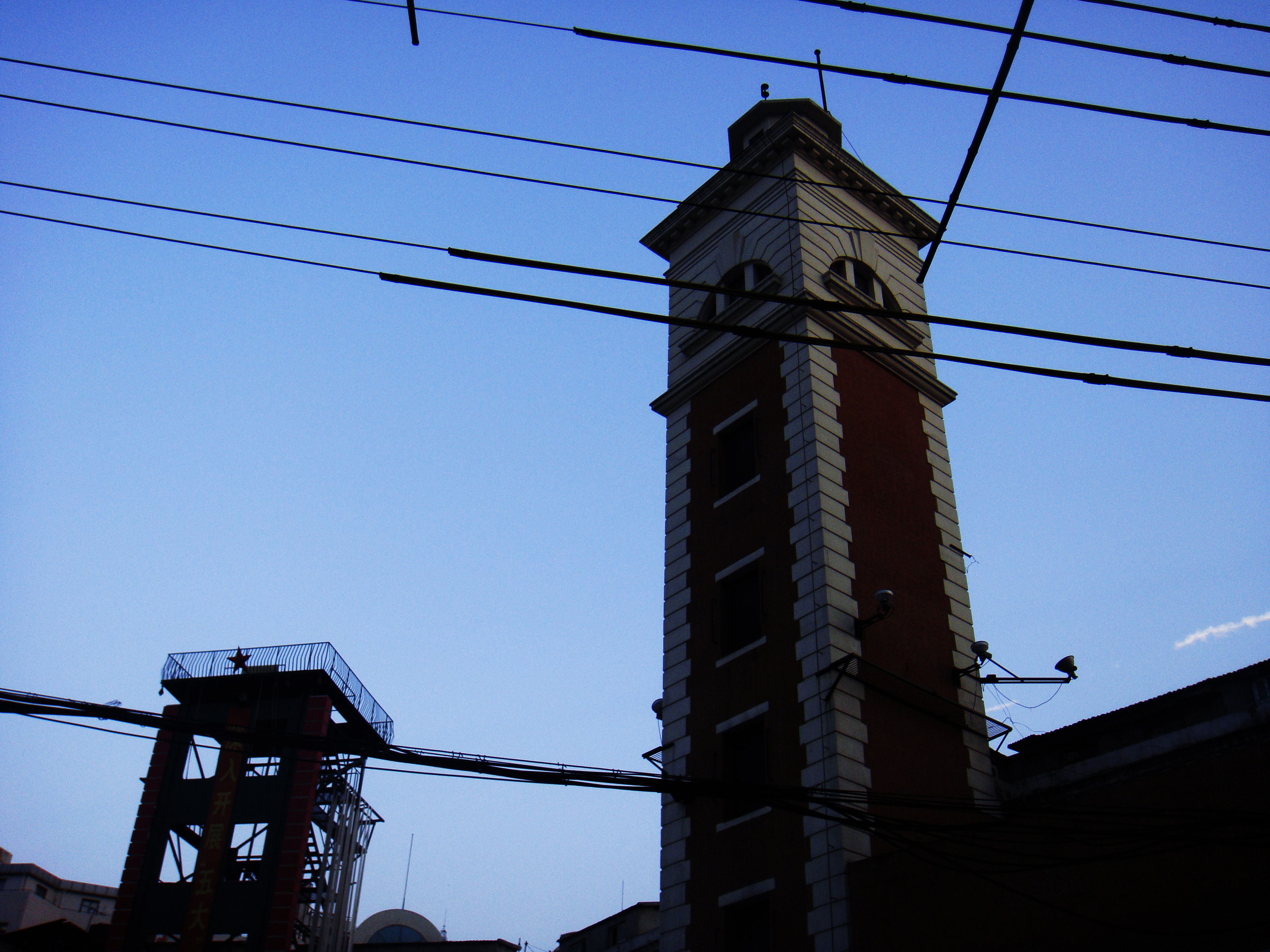
左侧为训练用塔楼，右侧为瞭望塔

由于期间，电器线路的老化、水管破损导致墙体返潮等诸多因素，瞭望塔自1997年后不再使用。2007年，上海市府相关部门出资330余万元，对整体营区进行大修。此次大修拆除了相关违章建筑和广告设施，同时修复塔楼外观和内部功能。至2008年7月，工程基本完工，并在开放日向社会公众开放并方便参观。